# 哈萨克斯坦人权
哈萨克斯坦人权被独立观察员一致认为其状况不佳。据人权观察表示“统治哈萨克斯坦的威权主义政体限制公民的集会、言论和宗教自由”。2014年，当局在和平但未经批准的抗议活动后关闭报纸，监禁或罚款数十人。该国同时也在不同程度的钳制宗教自由，比如对一些不受政府控制的宗教组织进行打压，一些信徒被处以罚款及监禁。当局对包括反对派领导人弗拉基米尔·科兹洛夫在内的持不同政见者经过不公正的审判后将其监禁，此外酷刑在拘留场所仍然存在。